# Polsat Viasat History
Polsat Viasat History – szwedzka stacja telewizyjna o tematyce historycznej nadawana przez grupę mediową Viasat i Telewizję Polsat.

## Sygnał
Stacja rozpoczęła nadawanie 1 września 2004 roku.
Sygnał Viasat History poza Szwecją nadawany jest również w:
- Skandynawii (w Norwegii, Danii, Finlandii),
- Europie Wschodniej (w Estonii, Rosji, Mołdawii oraz na Litwie, Łotwie, Ukrainie, Białorusi) oraz
- Europie Środkowo-Wschodniej (w Polsce, Czechach, Rumunii, Bułgarii oraz na Węgrzech).

16 stycznia 2013 stacja przeszła na nadawanie programów w formacie w 16:9.

## Programy
Wśród całodobowej emisji nadawane są programy poświęcone takim zagadnieniom jak:
- portrety ludzi,
- kluczowe wydarzenia współczesnej historii,
- historia wojskowości,
- historia gospodarcza,
- historia starożytna wraz z jej mitami i tajemnicami,
- historia wynalazków,
- historia popkultury,
- archeologia,
- dzieje muzyki i sportu,
- fabularny dramat historyczny.